# Bakusen Tsuchida
Bakusen Tsuchida (jap. 土田 麦僊 Tsuchida Bakusen), właśc. Kinji Tsuchida (jap. 土田 金二 Tsuchida Kinji); ur. 9 lutego 1887, zm. 10 czerwca 1936 – japoński malarz.
Urodził się na wyspie Sado, w rodzinie chłopskiej. Początkowo miał zostać mnichem i przebywał w świątyni Chishaku-in w Kioto, w 1904 roku porzucił jednak klasztor i postanowił poświęcić się malarstwu. Pobierał naukę u malarzy reprezentujących styl nihonga, Shōnena Suzukiego i Seihō Takeuchiego, później rozpoczął studia w Szkole Malarstwa w Kioto, gdzie poznał również malarstwo zachodnie. W 1918 roku wspólnie z Kagaku Murakamim powołał do życia stowarzyszenie Kokuga Sōsaku Kyōkai (国画創作協会), stawiające sobie za cel poszukiwanie nowych środków wyrazu artystycznego. W latach 1921–1923 odbył podróż do Europy. W 1934 roku został członkiem Cesarskiej Akademii Sztuki (Teikoku Bijutsu-in).
W swojej twórczości usiłował połączyć tradycyjne malarstwo nihonga ze zdobyczami współczesnego malarstwa europejskiego. Malował głównie na parawanach byōbu. Tworzył pod silnym wpływem malarstwa francuskiego, zwłaszcza Cézanne’a i Gauguina, co widoczne jest w jasnej palecie barw i przedstawieniach dużych postaci kobiecych umieszczonych w krajobrazie ukazanym w dalekiej perspektywie.

## Galeria

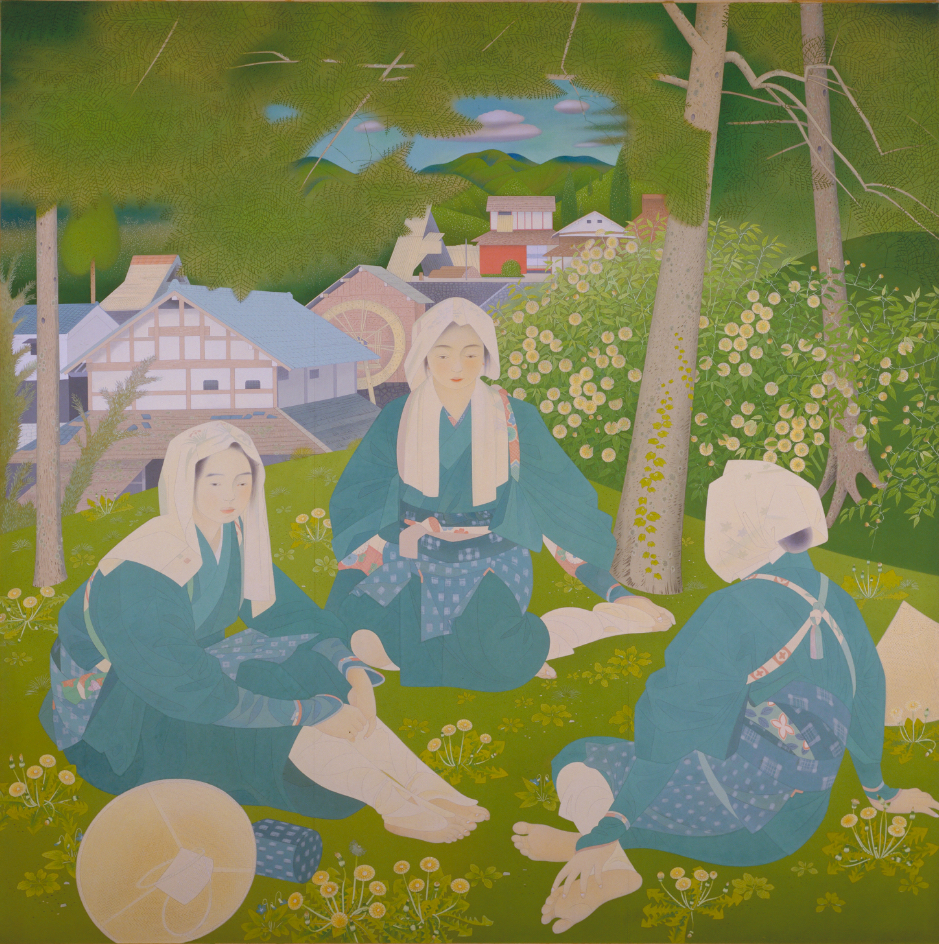
Dziewczyny z Ōhara (1927), Muzeum Sztuki Współczesnej w Kioto
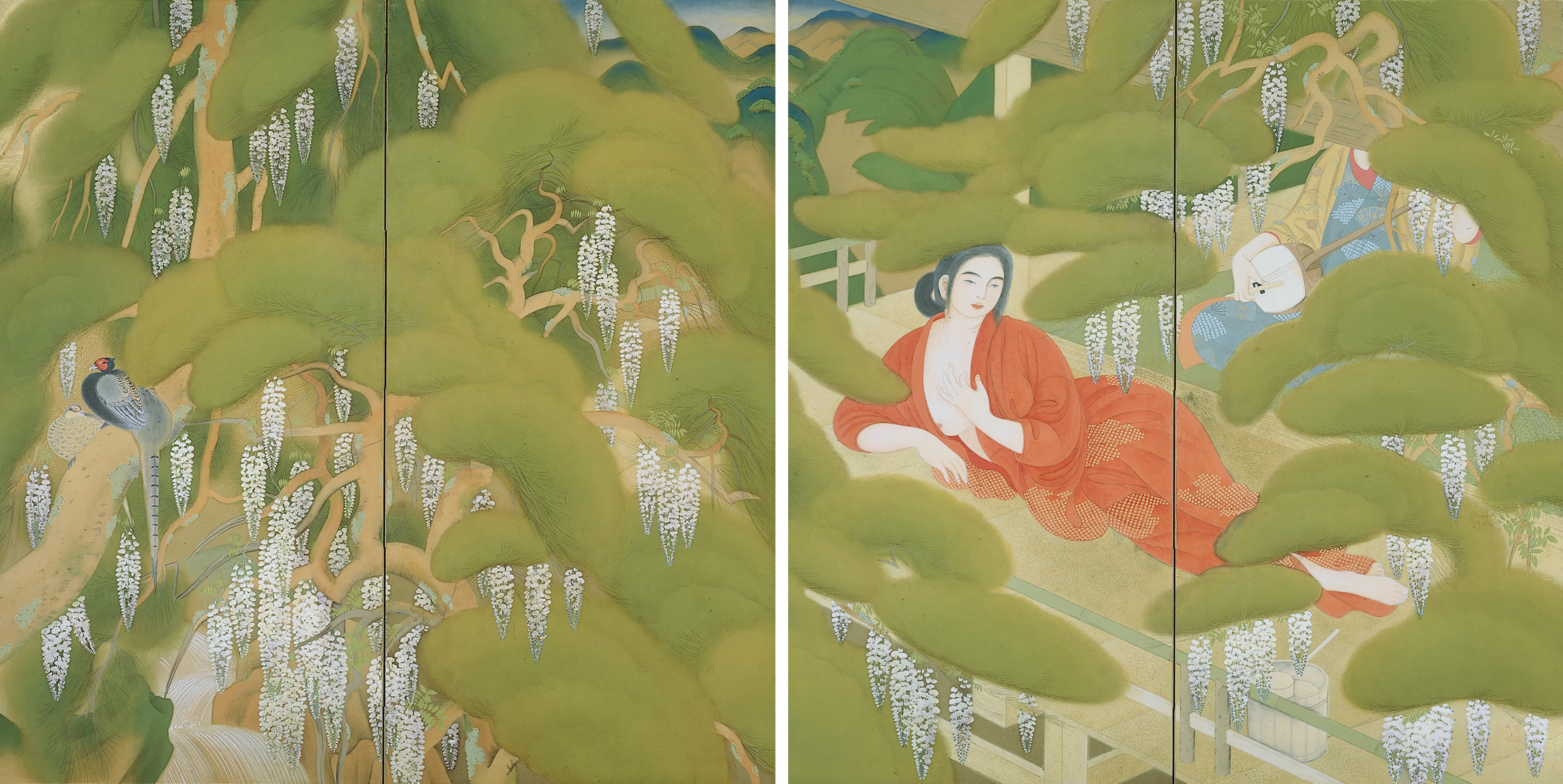
Yuna, dziewczyna z łaźni, parawan, tusz i farby wodne na jedwabiu, Muzeum Sztuki Współczesnej w Tokio
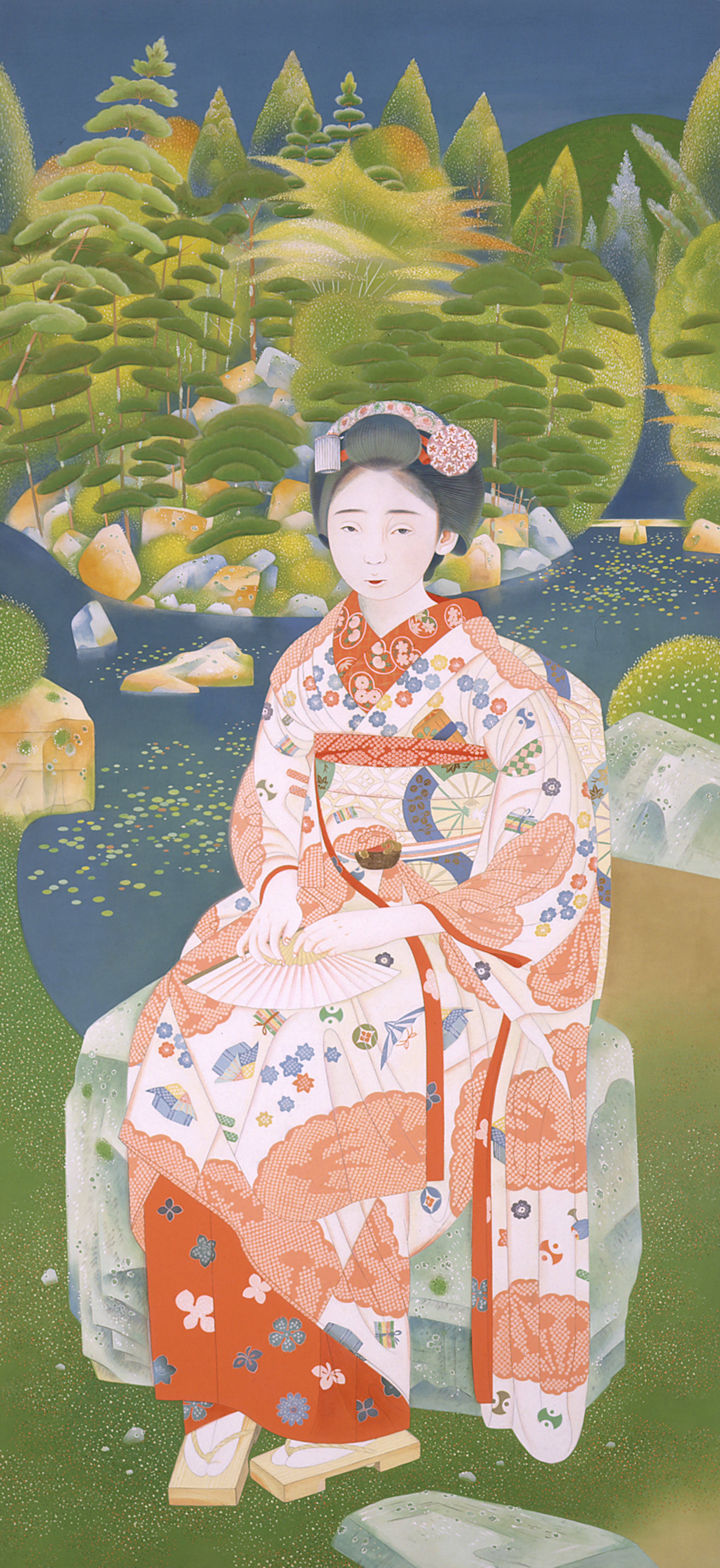
Maiko w ogrodzie (1924), tusz i farby wodne na jedwabiu, Muzeum Sztuki Współczesnej w Tokio
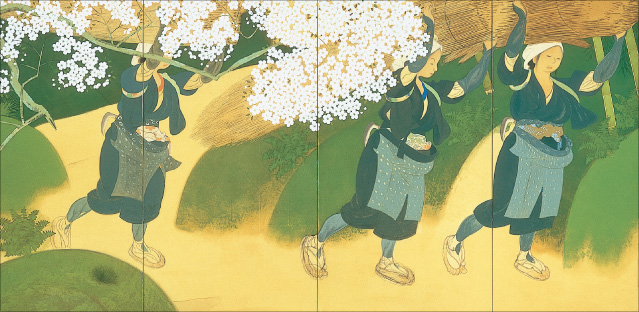
Dziewczyny z Ōhara (1915), czteroskrzydłowy parawan, Muzeum Yamatane w Tokio